# モモイロインコ
モモイロインコ（学名：Eolophus roseicapilla）は、オウム目オウム科に分類される鳥の一種。

## 分布
オーストラリアのほぼ全域に分布する固有種。分布域内では疎林、海岸地帯、都市やその近郊の公園、農地など様々な環境に適応している。特にかつて森林であったところが、ヨーロッパ人の入植以降、農地に開拓されてから、個体数が増え、生息域が広がった。タスマニアには移入された。

## 形態
体長35－38cm。頭部から腹部にかけてはピンク色で、背面、翼の上面は灰色、尾羽は翼より淡い灰色である。また、頭部には冠羽があり、これは淡いピンク色をしている。雌雄ほぼ同色であるが、虹彩の色がオスは茶色、メスは赤色である。アイリングは基亜種では灰色、他の2亜種はピンク色をしている。

## 分類
英名はGalah（ガラー）という。これはオーストラリアの先住民族であるアボリジニの言葉から来ている。
3亜種が確認されている。
- E. r. roseicapilla：南オーストラリア州中部以西から西オーストラリア州にかけて分布する基亜種。
- E. r. albiceps：クイーンズランド州中部以南からニューサウスウェールズ州、ビクトリア州、南オーストラリア州の東部にかけて分布する亜種。アイリングはピンク色をしている。
- E. r. kuhit：クイーンズランド州中部以北からノーザンテリトリー、西オーストラリア州北東部にかけて分布する亜種。3亜種の中では最も小さく、冠羽も短い。アイリングは淡いピンク色をしている。

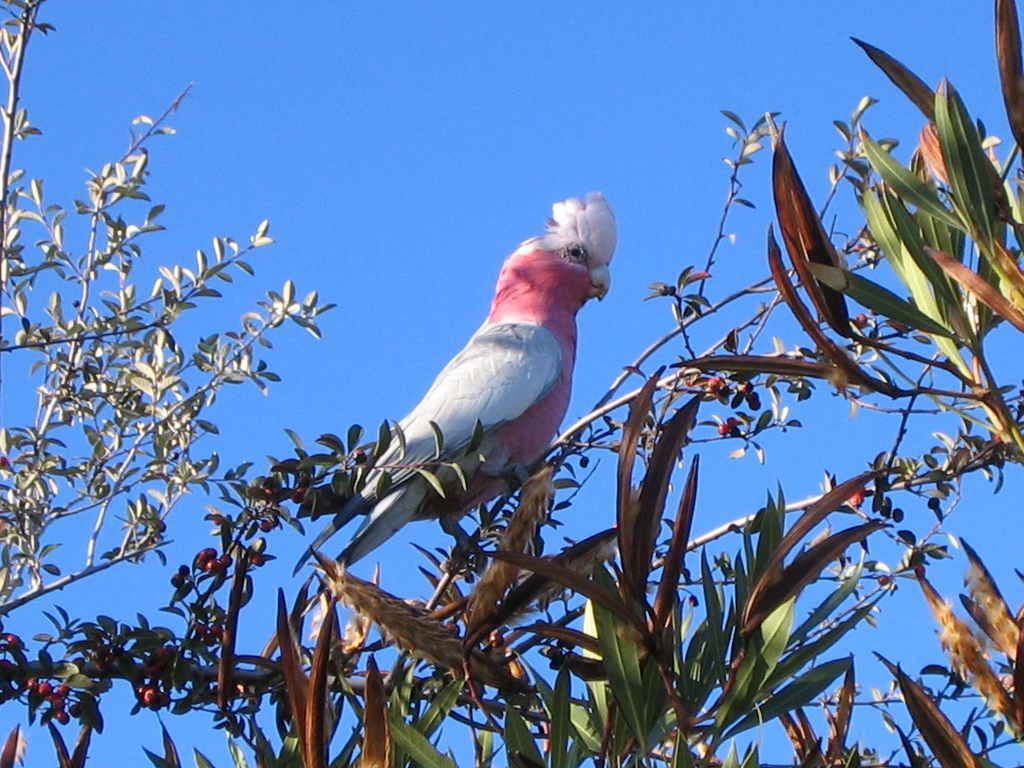
基亜種C. r. roseicapilla
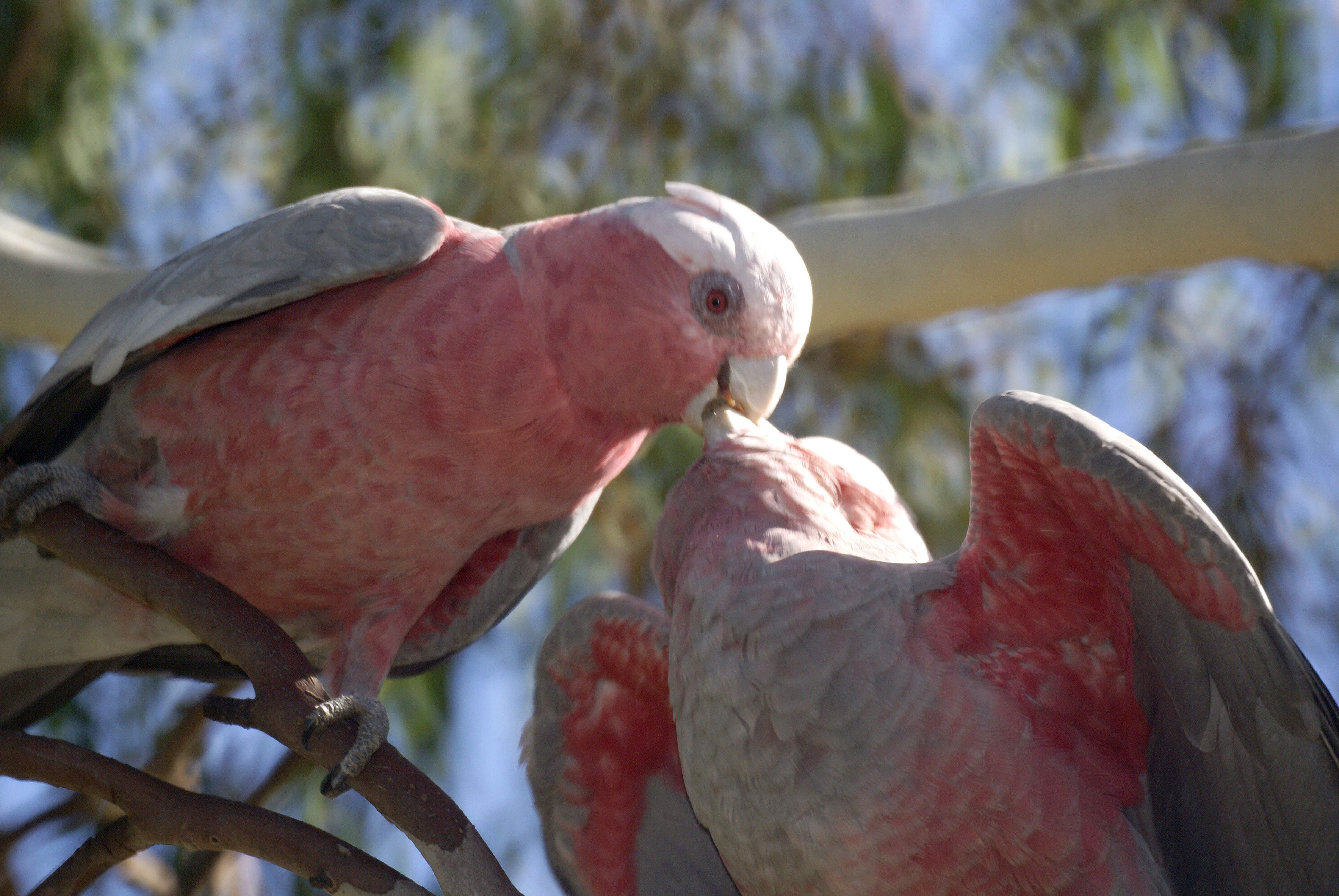
亜種C. r. albiceps
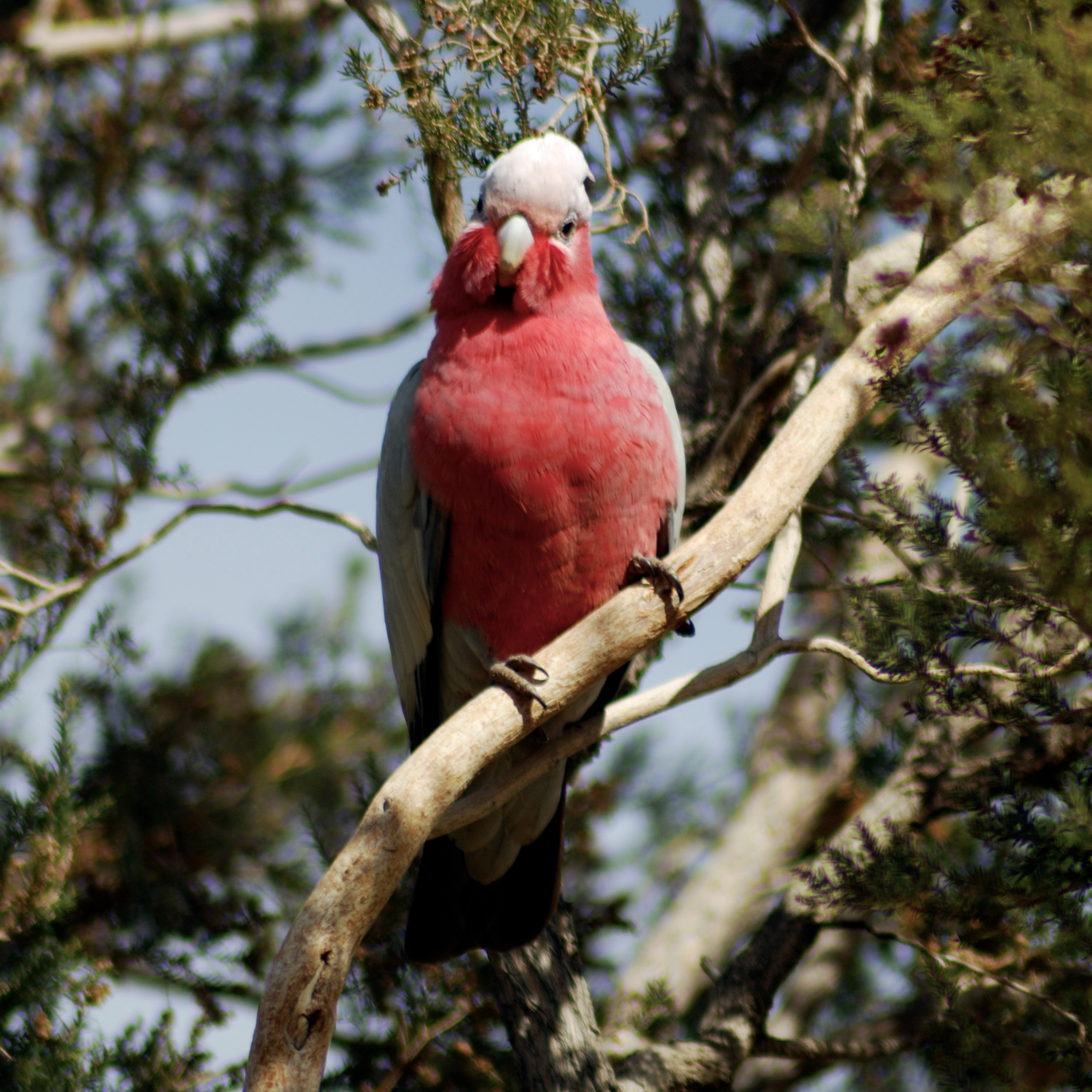
亜種C. r. kuhit

## 生態
餌は主に植物の種、果実などであり、普通、採餌は集団で地上で行う。一度つがいが形成されると一生の間、そのつがいは継続され、集団の中においてもつがいで採餌を行うことが多い。
繁殖期は一年中続き、巣は水辺に近い樹洞に作られることが多い。メスは最大で5個の卵を産卵する。雌雄が交代で抱卵を行う。卵は約25日で孵化し、雛は約2ヶ月で巣立つ。